# Hermann Richter (Fußballspieler)
Hermann Richter (* unbekannt in Nürnberg; † unbekannt), Spitzname Wackl, war ein deutscher Fußballspieler.

## Karriere

### Vereine
Richter spielte von 1911 bis 1923 Fußball, zunächst in der Saison 1910/11 für Concordia Nürnberg. 1913 schloss er sich dem VfB Nürnberg an, der zur Saison 1913/14 in den Ostkreis, einem von vier Bezirken, in denen sich die jeweiligen Sieger für die Endrunde um die Süddeutsche Meisterschaft qualifizierten, aufgestiegen war.
Von September 1916 bis November 1919 gehörte er der SpVgg Fürth an, mit der er am Ende seiner Premierensaison zunächst als Sieger aus der Bezirksliga Mittelfranken hervorging und anschließend – nach Hin- und Rückspiel – im Gesamtergebnis von 4:3 über die F.A. Bayern im Münchener SC die Ostkreismeisterschaft gewann. Mit diesem Erfolg war er mit seiner Mannschaft in der Endrunde um die Süddeutsche Meisterschaft vertreten, die diese als Zweitplatzierte unter den vier Bezirksmeistern abschloss. In diese Zeit fällt auch der Gewinn des Süddeutschen Pokals, den er mit seiner Mannschaft am 21. April 1918 auf dem Union-Platz in Stuttgart vor 5.000 Zuschauern mit 2:1 gegen den FC Stuttgarter Cickers gewann.
Von Januar 1920 bis Saisonende 1922/23 spielte er für TV 1846 Nürnberg in der Kreisliga Nordbayern. Nach zunächst zwei vierten Plätzen ereilte ihn und seine Mannschaft als Sechstplatzierter der Abstieg.

### Auswahlmannschaft
Als Auswahlspieler des Süddeutschen Fußball-Verbandes nahm er am Wettbewerb um den Kronprinzenpokal, ein im Pokalmodus ausgetragener Wettbewerb der Auswahlmannschaften der Regionalverbände des Deutschen Fußball-Bundes, teil und fand sich am 8. April 1917 mit seiner Mannschaft im Finale wieder. Auf dem Schebera-Platz im Berliner Ortsteil Gesundbrunnen gehörte er der Mannschaft an, die vor 6.000 Zuschauern mit 1:2 gegen die Auswahlmannschaft des Norddeutschen Fußball-Verbandes verlor. 

## Erfolge
- Zweiter der Süddeutschen Meisterschaft 1917
- Ostkreismeister 1917
- Kronprinzenpokal-Finalist 1917
- Süddeutscher Pokal-Sieger 1918